# 콜레단키세
콜레단키세(이탈리아어: Colle d'Anchise)는 이탈리아 몰리세주 캄포바소도의 코무네다. 캄포바소로부터 남서쪽 14km 거리에 있다.